# Acacio de Sebaste
Acacio de Sebaste (en griego: Ἅγιος Ἀκάκιος Σεβαστείας; fallecido en c. 304) fue un sacerdote del siglo IV que vivió en Sebaste, Armenia, durante la Persecución de Diocleciano.  Bajo el gobernador Máximo (284-305) siete mujeres y dos niños fueron llevados ante la justicia en Sebaste. Las mujeres fueron acusadas de haber tentado a sus maridos para que se hicieran cristianos. No perdieron su dignidad ni siquiera bajo las duras torturas. Uno de los verdugos, Ireneo, quedó tan impresionado por su actitud ante la fe que se unió a ellas. Fue el sacerdote Acacio quien administró el bautismo a Irenarco. Todos ellos sufrieron de tortura y fueron muertos por la espada o la hoguera. Son venerados en la iglesia ortodoxa y su fiesta se celebra el 27 de noviembre.
Este Acacio no debe confundirse con el soldado Acacio, uno de los Cuarenta mártires de Sebaste.